# Апатин (община)

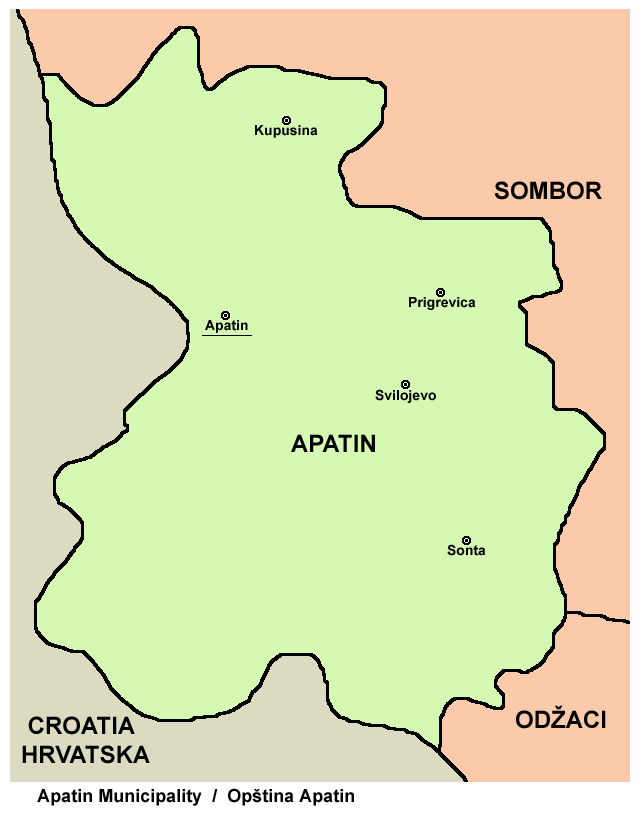

Общи́на Апатин (серб. Општина Апатин) — община в Сербії, в складі Західно-Бацького округу автономного краю Воєводина. Адміністративний центр — містечко Апатин.

## Населення
Згідно з даними перепису 2002 року в общині проживало 30 870 особи, з них:
- серби — 61,61%
- угорці — 11,53%
- хорвати — 11,47%
- румуни — 3,62%
- югослави — 2,21%

| Рік  | Населення, люд. |
| ---- | --------------- |
| 1991 | 34438           |
| 2001 | 32961           |
| 2002 | 32772           |
| 2003 | 32437           |
| 2004 | 32048           |
| 2005 | 31666           |
| 2006 | 31294           |
| 2007 | 30870           |

## Населені пункти
Община утворена з 5 населених пунктів (1 місто, 2 містечка та 2 села):
| № | Населений пункт | Площа, км² | Населення, осіб (2002, перепис) |
| - | --------------- | ---------- | ------------------------------- |
| 1 | Апатин          | 116,4      | 19320                           |
| 2 | Купусина        | 60,8       | 2356                            |
| 3 | Пригревиця      | 39,8       | 4781                            |
| 4 | Свілоєво        | 37,52      | 1364                            |
| 5 | Сонта           | 125,3      | 4992                            |